# تجميد مفاجئ

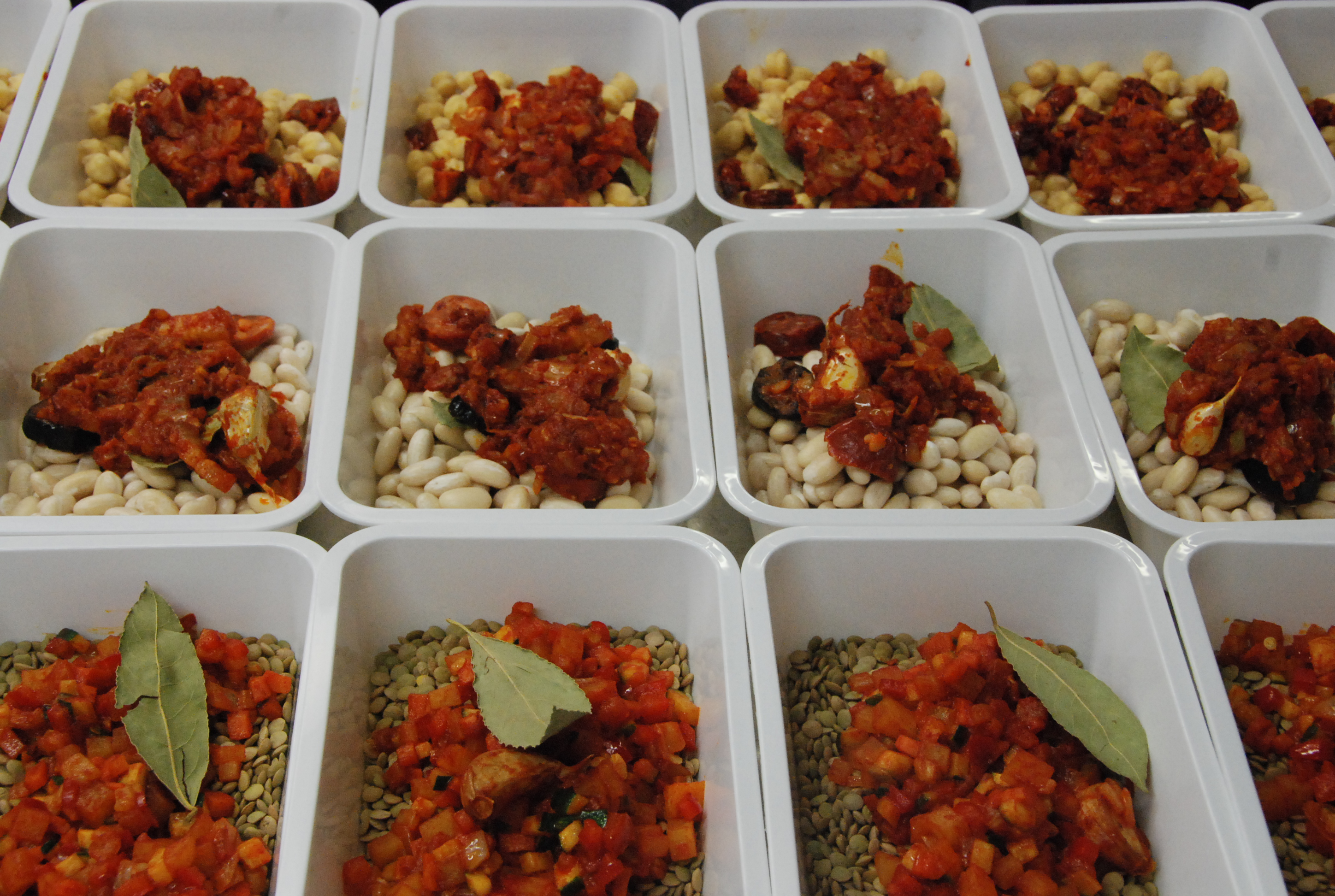
Cook&chill

التَّجميد المفاجئ (أو الطَّبخ البارد، أو التَّجميد السَّريع) هو عملية تبريد سريع لمادة ما بهدف حفظها. يُستخدم على نطاقٍ واسع في مجالات الطَّبخ والعِلم.

## استخدامات الطَّبخ
يُمكن حِفظ الوجبات المَطهوَّة بالتَّجميد السَّريع بعد الانتهاء تقريبًا من طبخها. يُعدُّ المُستهدَف الأساسي لاستخدام تلك المنتجات هو مَن يمتلك وقتًا قليلًا للطَّبخ، مثل؛ المدارس، والسجون، والمستشفيات. تتضمَّن العملية طبخ الوجبات في مصنعٍ مركزيّ، وتبريدها السَّريع لتخزينها إلى حين الحاجة. الأطعمة الباردة حين الطَّبخ تحتاج أن تُعبَّأ في صواني ضحلة لِتَجعل العمليةَ أكثر فعاليةً. يُبرَّد الطعام إلى أن يَصلُ إلى تحت 3 درجات مئوية في غضون 90 دقيقة من طبخه، ويُخَزَّن في درجةِ حرارةٍ مُثبَّتةٍ تتراوح بين 0 إلى 3 درجاتٍ مئويةٍ. يُمكن نقل الوجبات بعد ذلك في حاويات تبريد إلى مكان تَواجد الطَّعام لكي يتم إعادة تسخينه، واستخدامه حين الحاجة. تعتمد مُدَّة التخرين على الطَّريقة، ولكن على الأغلب تكون 5 أيام. وقد يُعرِّض الطَّعام إلى البسترة بعد الطَّبخ للتخزين لمدةٍ أطول. تلك العمليات لها أفضلية عدم ارتباط تحضير وطبخ الوجبات بوقت تقديم الطَّعام، فذلك يُمَكِّن استخدام العاملين والمعدَّات بطريقةٍ أكثر فعاليةً. ذلك يُمَكِّن حملة منظَّمة بشكل جيد أن تُمَوِّن وجبات ذات جودة عالية، بطريقة اقتصادية ومُوفِّرة على الرّغم من أسعار المعدَّات العالية. هناك مشاكلٌ ممكنة؛ فيجب الاهتمام الشَّديد إلى النظافة، وذلك لأنه يوجد العديد من المراحل التي يُمكن أن تؤدي إلى وصول مسببات الأمراض إلى الطعام. وهذا يتطلَّب العناية القسوة بمراقبة العملية، وبتدريبات طاقم العمل.

## استخدامات علمية
عادةً ما يُستخدَم المصطلح 'تجميد مفاجئ' في أوراق البحث العلمي ليَصف عملية تقليل سريع جدًا في درجة حرارة عينةٍ ما إلى -70 درجة مئوية. وفي الغالب يتحقق ذلك بغمرها في سائل النيتروجين، فهذا يمنع الماء من تكوين التَّبلور أثناء تكوينه للثلج، ومِن ثَمَّ حِفظ شكل العيّنة (مثال؛ ال RNA، أو البروتين، أو الخلايا الحيَّة)